# Železniční trať Rumburk–Sebnitz
Železniční trať Rumburk–Sebnitz (v jízdním řádu Správy železnic pro cestující označená číslem 083, v jízdním řádu DB označená číslem 247) vede z Rumburku přes Šluknov, Mikulášovice a Dolní Poustevnu v Ústeckém kraji do německého Sebnitzu. Od roku 1945 byla trať v úseku mezí Dolní Poustevnou a Sebnitzem přerušena a provozována jen vnitrostátně. Koncem roku 2013 byl přeshraniční úsek obnoven a od roku 2014 je na trati provozována mezinárodní osobní doprava v trase Rumburk - Dolní Poustevna - Bad Schandau - Děčín (linka U28).

## Historie
Jednokolejná regionální trať byla zprovozněna postupně od Rumburku do Šluknova v roce 1873, v roce 1884 do Mikulášovic a v roce 1904 do Dolní Poustevny. V roce 1905 pokračovala trať do Sebnitzu v Německu.
Po druhé světové válce byla trať přes hranice v důsledku poválečného vypořádání uzavřena a kolejový svršek v délce 72 m na českém území snesen. Těleso zůstalo zachováno a dobře průchozí. Od roku 1990 se snažily občanské iniciativy stejně jako města a obce tohoto regionu o znovuotevření úseku Dolní Poustevna – Sebnitz, čímž by se odstranila mezera mezi saskou a severočeskou železniční sítí. Po obnovení železničního svršku koncem roku 2013 se konalo obnovení provozu přeshraniční části tratě dne 4. července 2014. Od roku 2014 je na trati provozována mezinárodní železniční linka Rumburk - Dolní Poustevna - Bad Schandau - Děčín. 

## Navazující tratě

### Rumburk
- Železniční trať Děčín – Rumburk
- Železniční trať Rumburk–Panský–Mikulášovice
- Železniční trať Rumburk–Ebersbach (bez pravidelné dopravy)

### Mikulášovice dolní nádraží
- Železniční trať Rumburk–Panský–Mikulášovice

### Sebnitz
- Železniční trať Budyšín – Bad Schandau

## Provoz
Po této trati od 5. července 2014 jezdily osobní vlaky linky U28 Rumburk – Dolní Poustevna – Sebnitz – Bad Schandau – Děčín, provozované v pravidelných dvouhodinových intervalech. Do 4. července 2014 jezdily osobní vlaky linky U28 jenom na trase Rumburk – Dolní Poustevna. Od roku 2011 byly z Rumburka do Šluknova prodlouženy také tři rychlíky linky R22 Kolín – Rumburk – Šluknov. Osobní vlaky linky U28 provozovaly České dráhy v kooperaci s německým státním dopravcem Deutsche Bahn. V rámci této kooperace zajišťovaly ČD personál a DB motorové jednotky. Vlaky linky R22 zajišťovaly také ČD (od 14. 12. 2019 přebrala provoz této linky společnost Arriva vlaky).
V roce 2019 byla většina osobních vlaků vedena jednotkami řady 642 Siemens Desiro Classic, jeden pár vlaků v pracovní dny zajišťoval motorový vůz 810 a jeden pár jednotka 844. Na rychlících jezdily motorové vozy 854 v soupravě s řídicím vozem 954.2.

## Stanice a zastávky

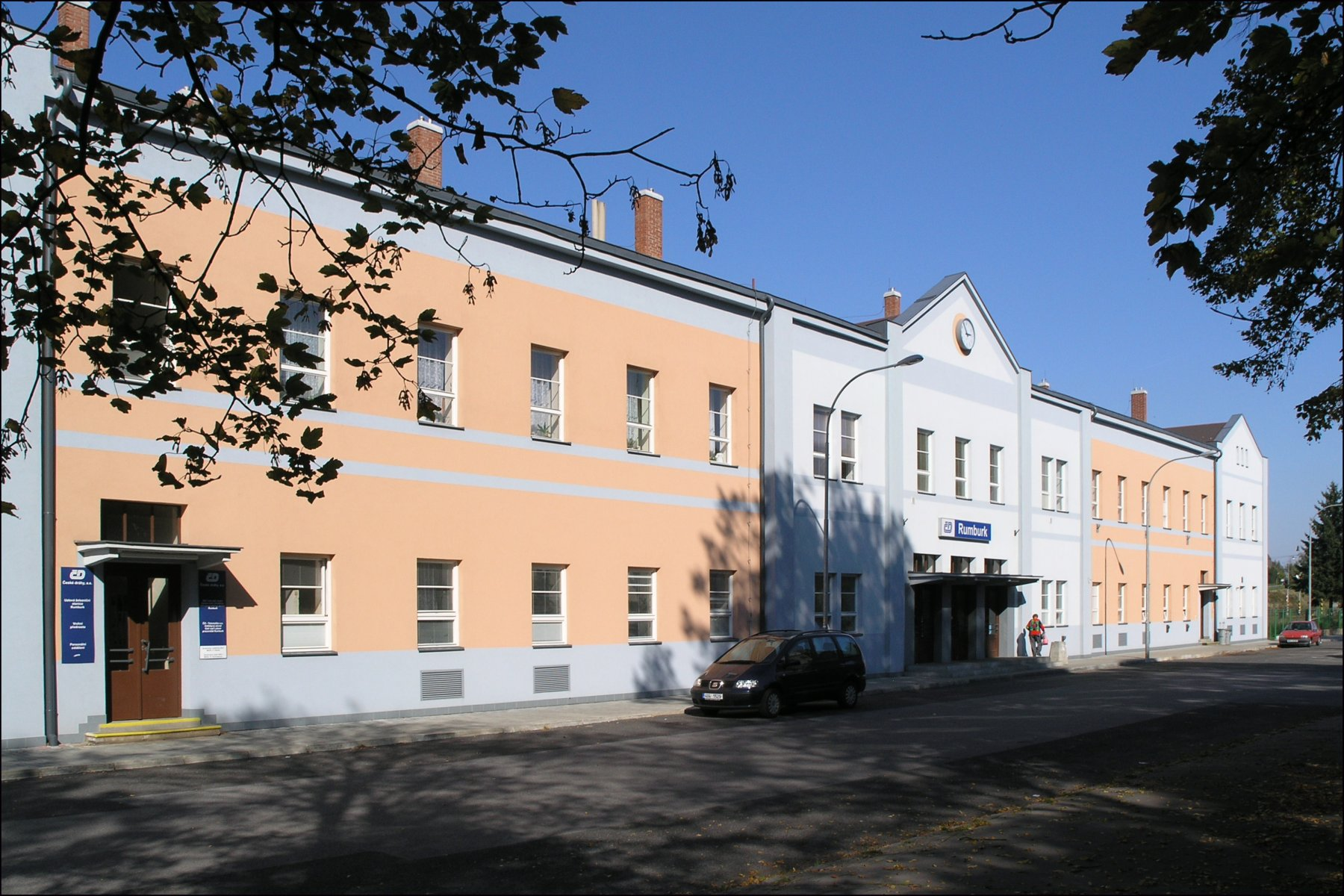
Rumburk
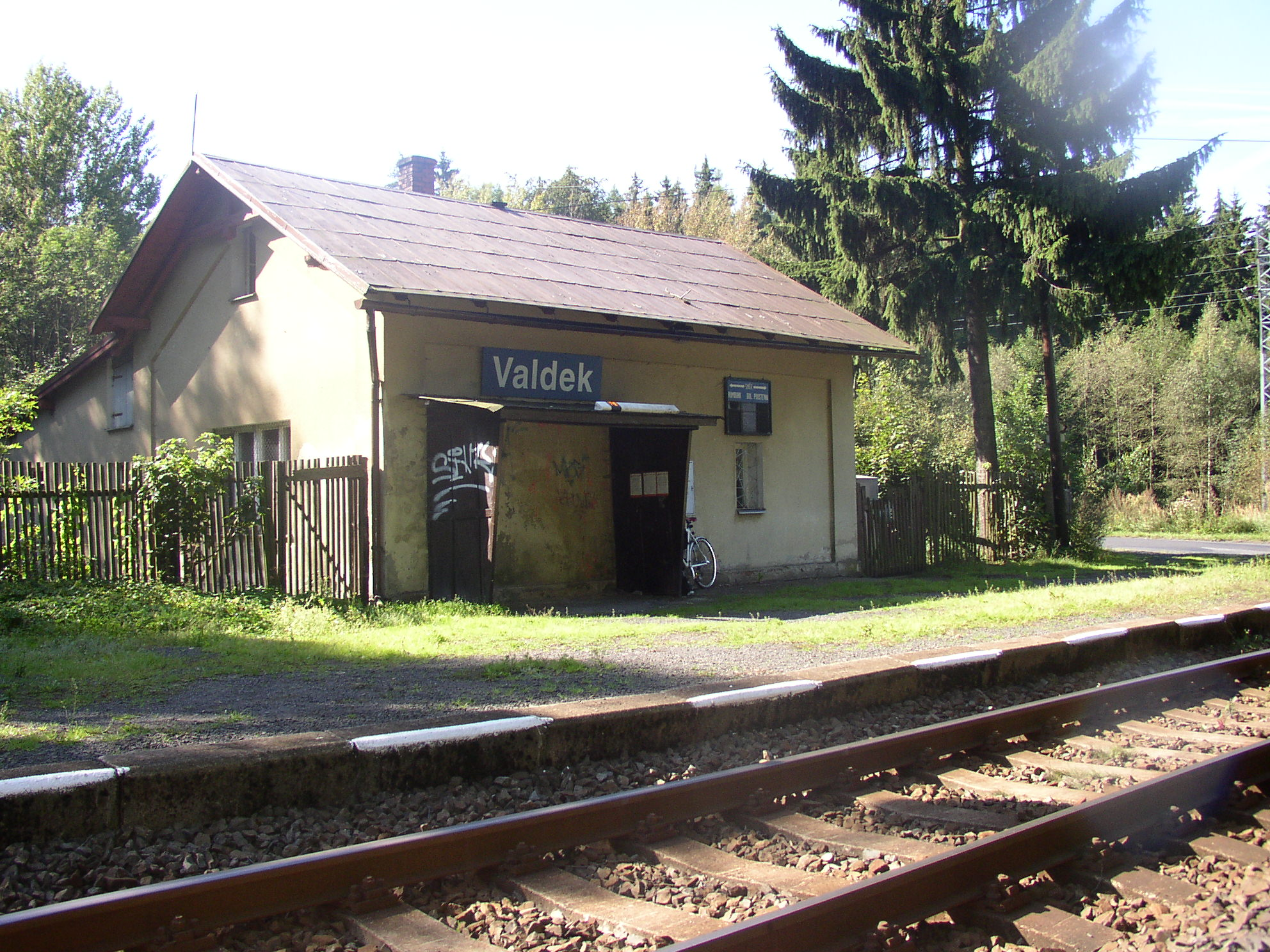
Valdek
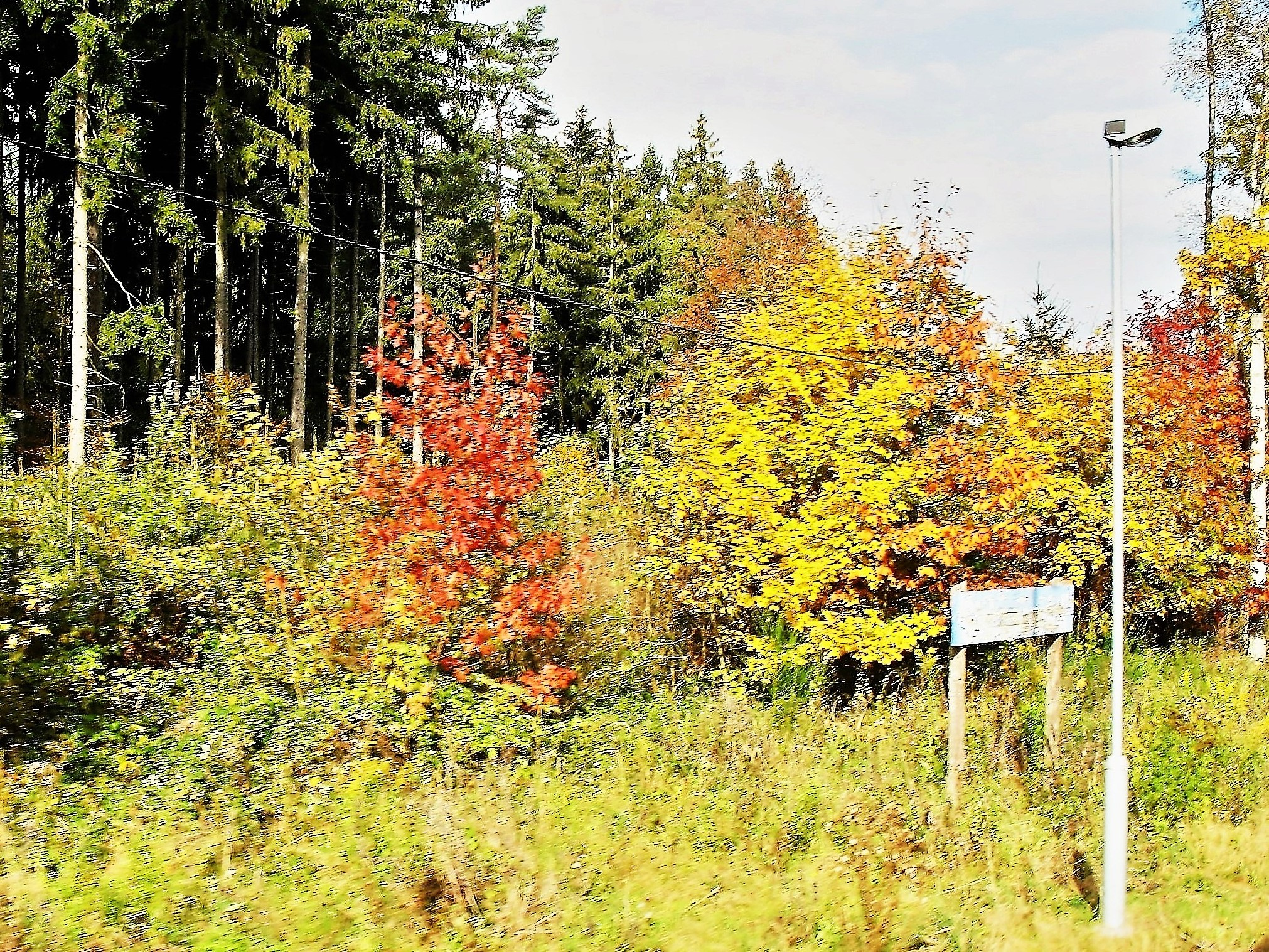
Šluknov údolí (zruš.)
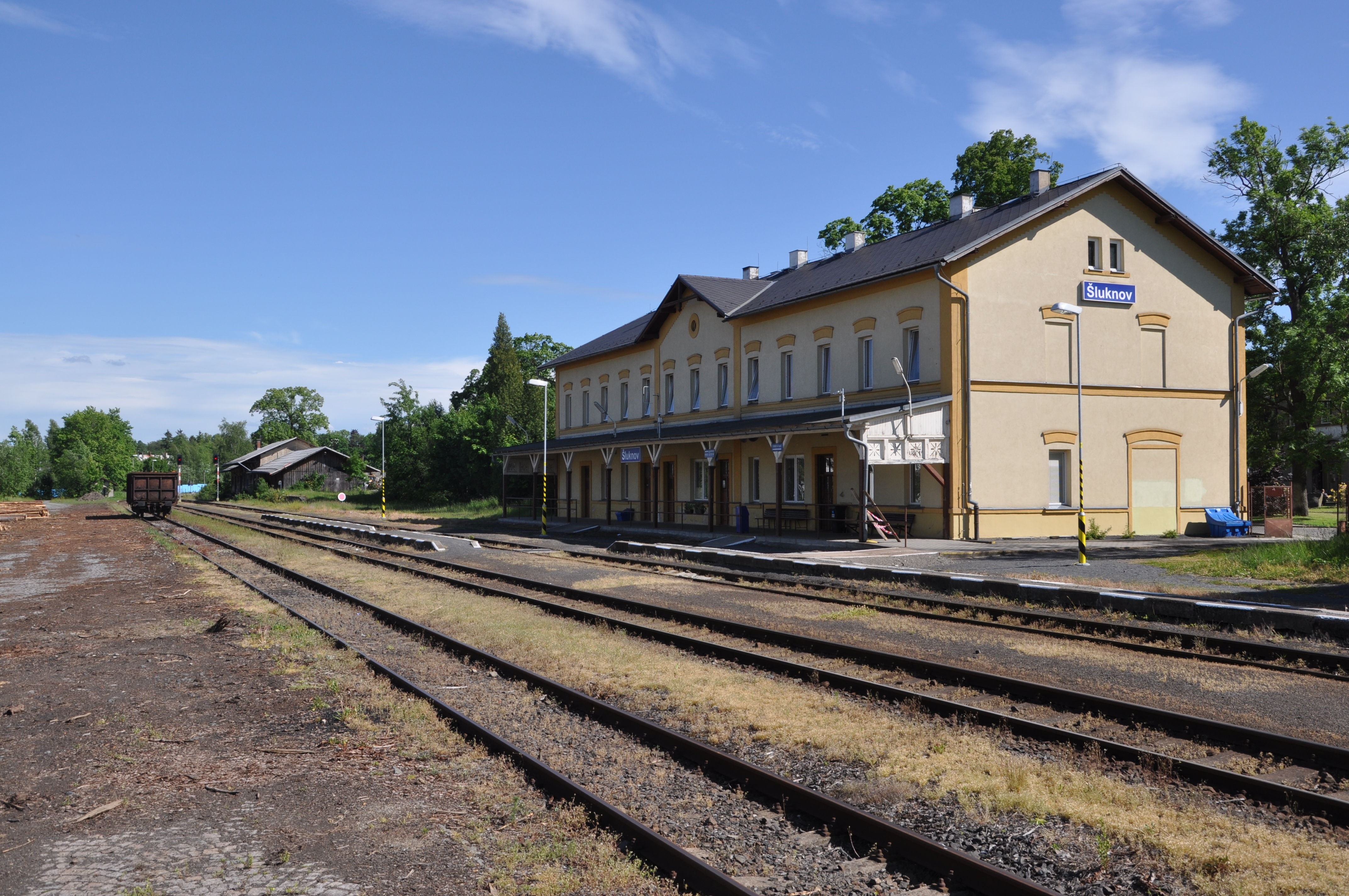
Šluknov
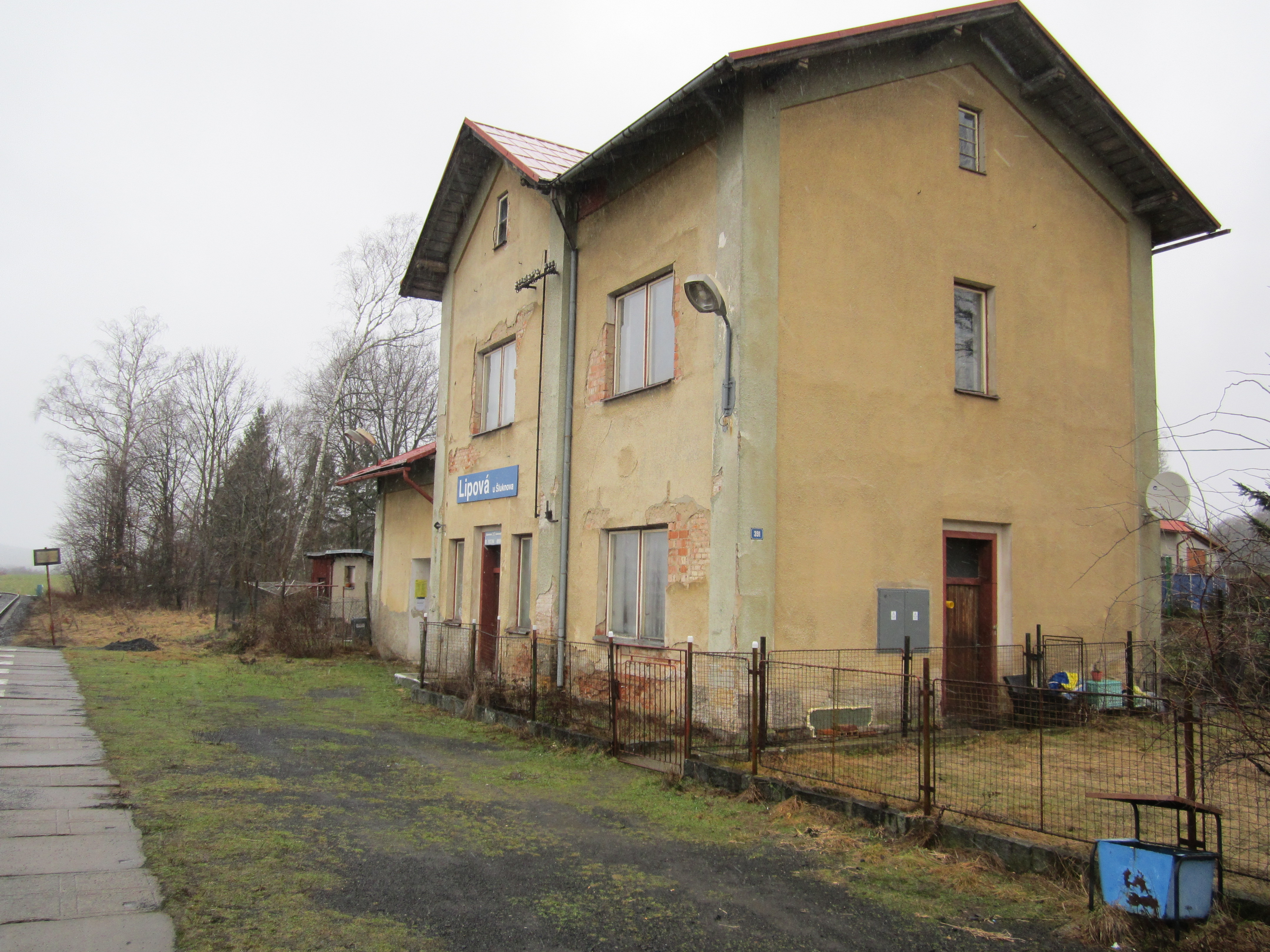
Lipová u Šluknova
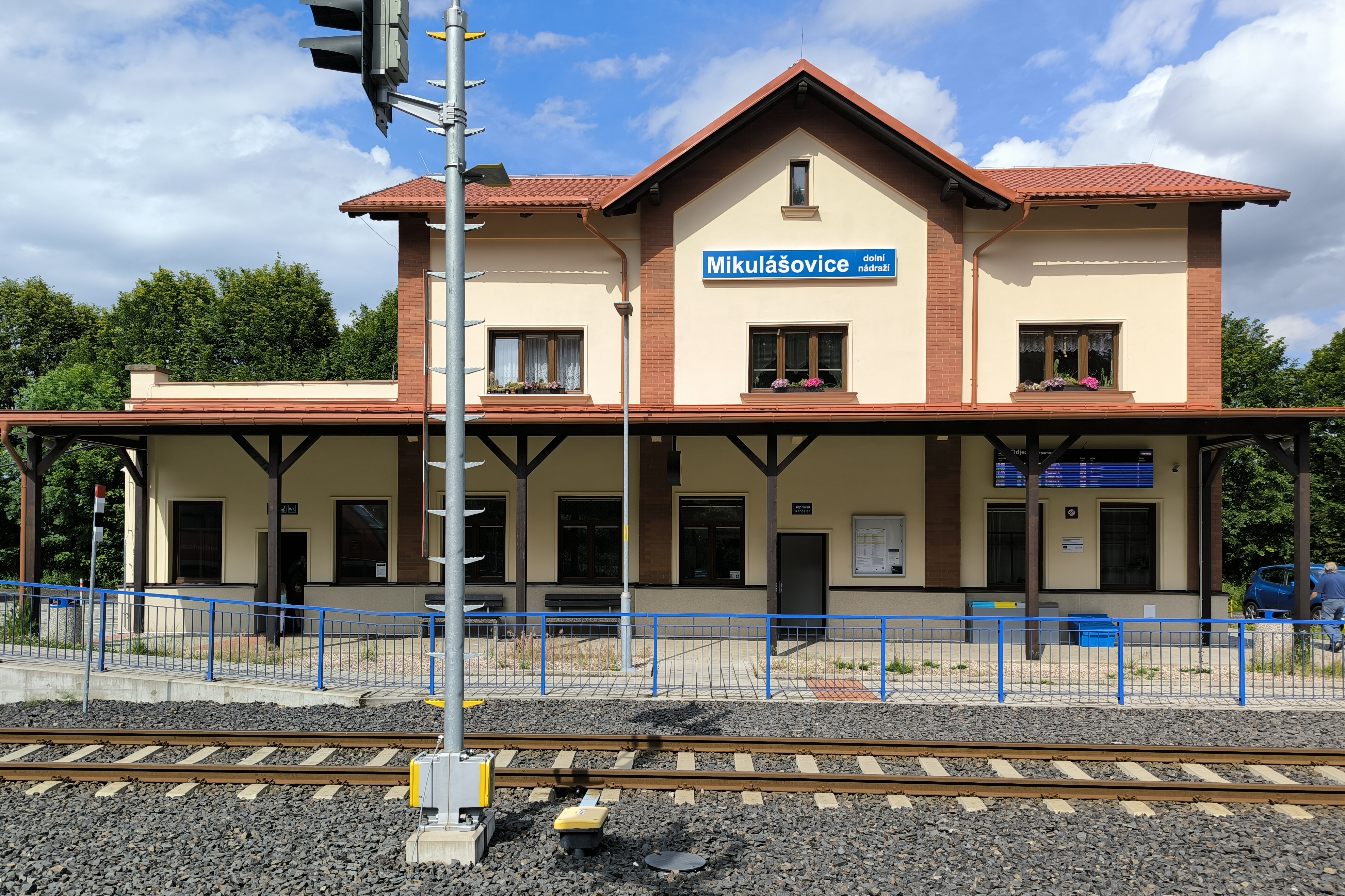
Mikulášovice dolní nádraží
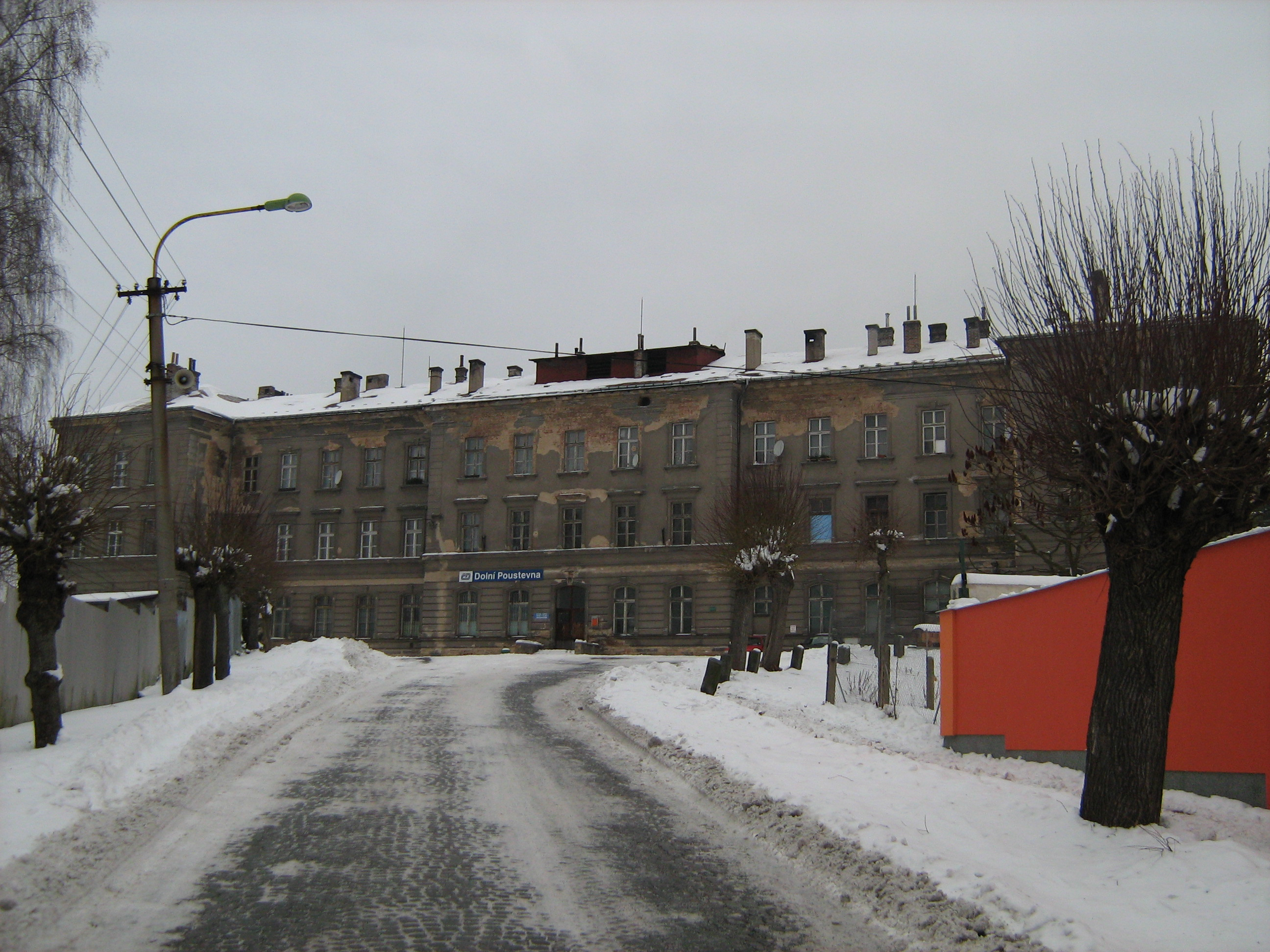
Dolní Poustevna
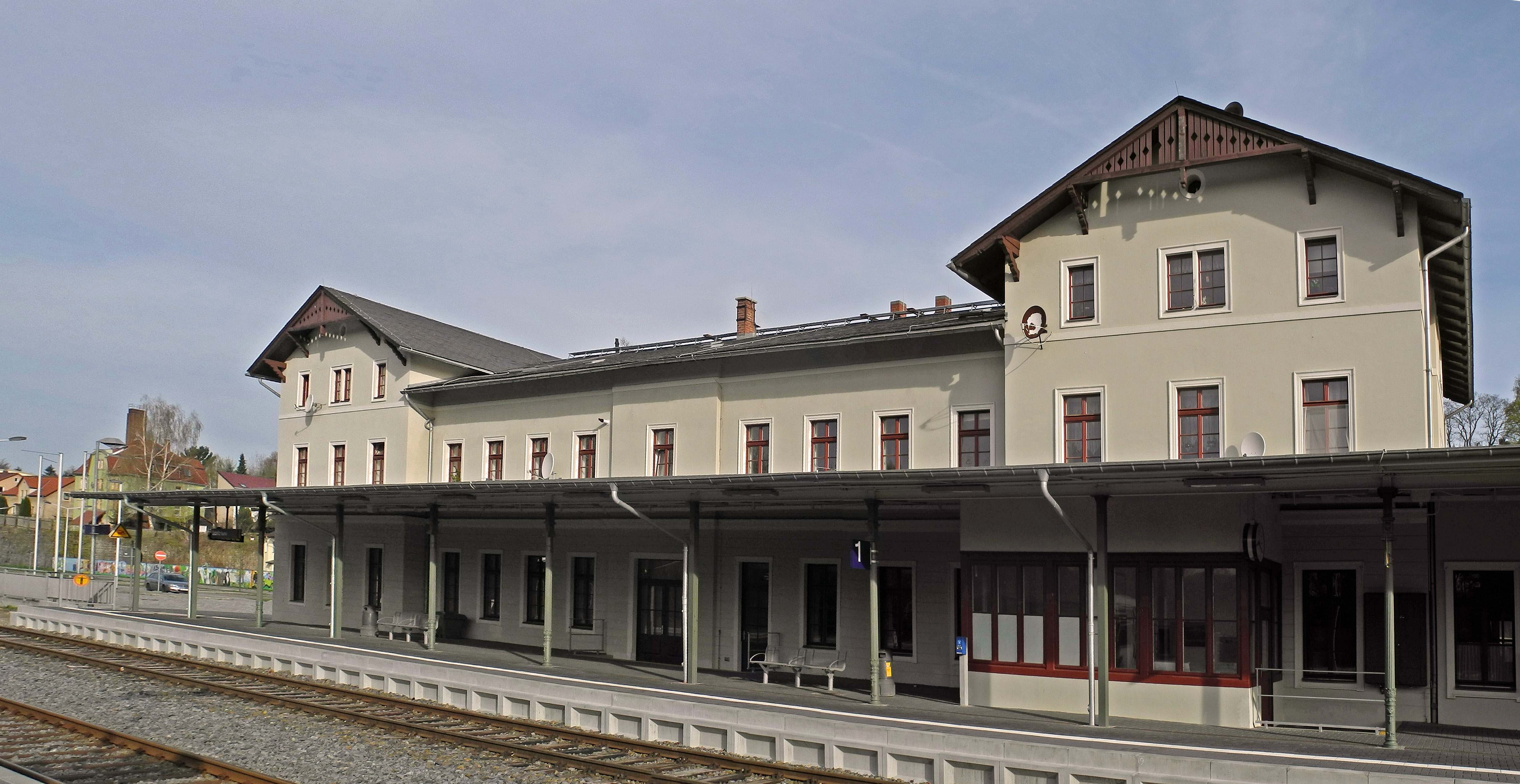
Sebnitz